# Dassel (Minnesota)
Pour la ville allemande, voir Dassel.
La ville de Dassel est située dans le comté de Meeker, dans l’État du Minnesota, aux États-Unis. Sa population s’élevait à 1 469 habitants lors du recensement de 2010, estimée à 1 425 habitants en 2016.

## Histoire
Dassel a été établie en 1869 et nommée d’après Bernard Dassel, un responsable des chemins de fer. Elle dispose d’un bureau de poste depuis 1869. La localité a été incorporée en 1878.